# Acțiunea „Zuzuc”
Acțiunea „Zuzuc”, menționat în unele surse ca Acțiunea Zuzuc, este un film dramatic românesc din 1984 regizat de Gheorghe Naghi. Rolurile principale au fost interpretate de actorii Ovidiu Moldovan, Cristina Deleanu și Hamdi Cerchez.

## Rezumat
Un tânăr ofițer investigează dispariția lui „Zuzuc”, un copil de 12 ani.

## Distribuție
- Ovidiu Moldovan — cpt. Virgil Popescu, ofițerul tânăr de miliție care investighează dispariția lui „Zuzuc”
- Cristina Deleanu — Irina Georgescu, mama lui „Zuzuc”, care a divorțat acum patru ani
- Hamdi Cerchez — Boboc, vecinul reclamagiu de la etajul 2 al lui „Zuzuc”, tatăl a doi băieți gemeni
- Eusebiu Ștefănescu — Gelu, colegul de serviciu și iubitul Irinei Georgescu
- Adela Mărculescu — Lolita, diriginta clasei lui „Zuzuc”
- Horațiu Mălăele — „Busolă”, profesorul de educație fizică al lui „Zuzuc”
- Marioara Sterian — „Fizicuța”, profesoara de fizică a lui „Zuzuc”
- Corina Constantinescu — bunica paternă a lui „Zuzuc” (menționată Corina Constantinescu-Pavelescu)
- Ligia Găman — Vetuța, soția lui Boboc
- Dorina Done
- Constantin Vurtejanu — un vecin care joacă table în fața blocului
- Ioan Iacubovici
- Angela Ioan — doamna Florea, profesoară a lui „Zuzuc”
- Ștefan Guță
- Andrei Duban — Radu Prejbeanu, poreclit „Zuzuc”, un copil zăpăcit de clasa a VI-a care a plecat de acasă
- Luciana Barna — Ana-Maria Barna, colega de clasă pe care o place „Zuzuc”, fiica unui aviator
- Nicolae Rasty — Lică Ghidilici, prietenul lui „Zuzuc” care provine din Bănești și învață la o altă școală
- Virgil Anastasiu — Titi Almășanu, colegul de clasă al lui „Zuzuc”, care o place și el pe Ana-Maria
- Marin Rușețeanu — Marin Boboc, poreclit „Bubu”, unul dintre băieții gemeni ai lui Boboc, colegul de clasă al lui „Zuzuc”
- Nicolae Rușețeanu — Nicolae Boboc, poreclit „Bubu”, celălalt băiat geamăn al lui Boboc, colegul de clasă al lui „Zuzuc”

## Primire
Filmul a fost vizionat de 1.435.744 de spectatori în cinematografele din România, după cum atestă o situație a numărului de spectatori înregistrat de filmele românești de la data premierei și până la data de 31 decembrie 2014 alcătuită de Centrul Național al Cinematografiei.